# Methamphetamin
Methamphetamin (N-Methyl-alpha-methylphenethylamin) ist eine synthetisch hergestellte Substanz aus der Stoffgruppe der Phenylethylamine. Methamphetamin ist als freie Base bei Raumtemperatur flüssig; sein Hydrochlorid dagegen ist als Salz eine farblose kristalline Substanz. Sie wird sowohl in der Medizin als Arzneistoff wie auch missbräuchlich als euphorisierende und stimulierende Rauschdroge verwendet. Andere Namen sind Metamfetamin oder N-Methylamphetamin; historisch, umgangssprachlich und in der Drogenszene sind zahlreiche Bezeichnungen gebräuchlich, darunter Panzerschokolade, Crystal Meth oder Ice.
Methamphetamin gehört zur Substanzklasse der Amphetamine. Zu ihr zählen noch etliche weitere psychoaktive Substanzen, unter anderem Amphetamin selbst und das in der Natur vorkommende Ephedrin. Methamphetamin ist ein potentes Stimulans und indirektes Sympathomimetikum, d. h., es regt stark die sympathischen Teile des vegetativen Nervensystems an.
Herstellung, Besitz oder Inverkehrbringen von Methamphetamin ohne Erlaubnis ist in Deutschland und den meisten europäischen Ländern strafbar. In den USA fällt die Substanz seit 1970 unter das Drogenkontrollgesetz.

## Geschichte
Methamphetamin wurde erstmals 1893 durch den japanischen Chemiker Nagayoshi Nagai in flüssiger Form synthetisiert. 1919 wurde die Substanz im Zuge der Strukturaufklärung von Ephedrin erstmals in Reinform von Akira Ogata kristallisiert, 1921 patentiert und vom Pharmaunternehmen Dainippon Seiyaku unter der Marke Philopon (japanisch ヒロポン, Hiropon) vertrieben. Der Name leitet sich vermutlich von den japanischen Wörtern „Müdigkeit“ (hirō) und „mit einem Schlag“ (pon) im Sinne „die Müdigkeit verschwindet schlagartig“ oder aber vom griechischen philoponus („arbeitliebend“) ab.
In Deutschland wurde ab 1934 in den Berliner Temmler-Werken an einem weiteren Verfahren zur Herstellung von Methamphetamin geforscht, das im Oktober 1937 patentiert wurde. Die Substanz wurde 1938 unter der Marke Pervitin von Temmler in den Handel gebracht, die bis 2015 noch die Markenrechte hielten. Auch mit Pervitin versetzte Pralinen (sogenannte „Hausfrauenschokolade“) waren erhältlich.

### Verwendung im Zweiten Weltkrieg

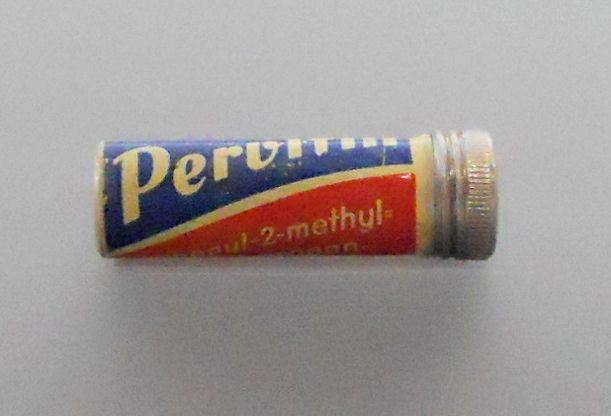
Dose Pervitin (Aufschrift: L-Phenyl-2-methylamino-propan)

Insbesondere während der erfolgreichen Blitzkriege gegen Polen (1939) und gegen Frankreich 1940 wurde Methamphetamin millionenfach verwendet.
General Heinz Guderian bestellte für die 1. Panzer-Division 20.000 Tabletten Pervitin für die ersten Tage des Westfeldzuges, insbesondere für den Durchbruch bei Sedan.
Unter den Spitznamen Panzerschokolade, Stuka-Tabletten, Hermann-Göring-Pillen und Fliegermarzipan (nicht jedoch Fliegerschokolade) diente das somit meist oral verabreichte Mittel zur Dämpfung des Angstgefühls, zur Steigerung der Leistungs- und Konzentrationsfähigkeit und des Selbstwertgefühls der Soldaten, Fahrzeugführer und Piloten. Ähnliches galt für den Deutsch-Sowjetischen Krieg, die Schlacht um Stalingrad und die Ardennenoffensive: Auch hier wurde vielen Soldaten der deutschen Wehrmacht Pervitin appliziert, um das Durchhaltevermögen zu steigern und das Kältegefühl sowie Hunger und Erschöpfung zu dämpfen.
Besondere Bedeutung hatte Pervitin 1944 für die Kleinst-U-Boote der Kriegsmarine unter Admiral Hellmuth Heye. Die Einsätze des bemannten Torpedos Neger, des U-Boots Seehund und anderer Typen sollten bis zu sieben Tagen dauern. Zur Entwicklung eines geeigneten Medikamentenmix arbeitete Heye eng mit der SS im KZ Sachsenhausen zusammen. Die Erprobungen erfolgten auf der Schuhprüfstrecke mit einer Pillenpatrouille.
In der Zeit von April bis Juni 1940 bezog die Wehrmacht mehr als 35 Millionen Tabletten Pervitin. Der damalige Reichsgesundheitsführer Leonardo Conti erklärte am 19. März 1940 in seiner Rede vor dem Nationalsozialistischen Deutschen Ärztebund im Berliner Rathaus:

„Wer Ermüdung mit Pervitin beseitigen will, der kann sicher sein, dass der Zusammenbruch seiner Leistungsfähigkeit eines Tages kommen muss. Dass das Mittel einmal gegen Müdigkeit für einen Hochleistungsflieger, der noch zwei Stunden fliegen muss, angewendet werden darf, ist wohl richtig. Es darf aber nicht angewendet werden bei jedem Ermüdungszustand, der in Wirklichkeit nur durch Schlaf ausgeglichen werden kann. Das muss uns als Ärzten ohne weiteres einleuchten.“

Als dann am 25. Oktober 1940 in der Münchener Medizinischen Wochenschrift (MMW) ein Beitrag erschien, in dem Pervitin für ganz verschiedene Störungen von See- und Bergkrankheit und verzögerter Rekonvaleszenz bis hin zu organischen Hirn- und Rückenmarkstörungen empfohlen wurde, sah sich die Reichsgesundheitsführung veranlasst, den Psychiater Ernst Speer als bekannten Kritiker des Medikaments mit einer Gegendarstellung zu berufen, die ebenfalls in der MMW erschien.
Ab Mitte 1941 war das Medikament durch das geänderte Reichsopiumgesetz nur noch auf Rezept erhältlich. Dadurch reduzierte sich der Einsatz der als Suchtdroge eingestuften Substanz merklich.
Mehreren Veröffentlichungen zufolge soll Hitler Methamphetamin zunächst in Form von Pervitin-Tabletten und ab 1942 bis zu mehrmals täglich per Injektion verabreicht bekommen haben.
Die Substanz fand auch im amerikanischen, britischen und japanischen Militär während des Zweiten Weltkriegs breite Verwendung.

### Verwendung nach 1945
Sowohl Bundeswehr als auch Nationale Volksarmee (NVA) lagerten Pervitin „für den Ernstfall“ bis in die 1970er Jahre ein. Es war Bestandteil der Verpflegung für Fallschirmjäger und wurde bei Übungen ausgegeben. Die NVA produzierte Pervitin in einer Fabrik in Königsbrück bis 1975; es wurde danach durch APo-Neuron abgelöst. Bei Piloten war Pervitin für den Notfall vorgesehen, und der Verbandsatz der NVA enthielt bis 1988 Pervitin.
Auch vom US-Militär wurde der Wirkstoff nach 1945 zur Leistungssteigerung eingesetzt, beispielsweise während des Vietnamkrieges. 
Im Sport soll Pervitin als Dopingmittel genutzt worden sein (siehe auch: Fußball-Weltmeister 1954). Der österreichische Extremalpinist Hermann Buhl verwendete 1953 Pervitin bei der Erstbesteigung des 8125 m hohen Nanga Parbat im Himalaya.
Der unter starken Rückenschmerzen leidende US-Präsident John F. Kennedy wurde in den frühen 1960er Jahren regelmäßig mit Amphetaminen therapiert. Durch die Veröffentlichung seiner Tagebücher im Jahr 2017 wurde bekannt, dass in den 1960er Jahren Konrad Adenauer, der damalige deutsche Bundeskanzler, gelegentlich Pervitin zur Leistungssteigerung konsumierte.
Das Fertigarzneimittel Pervitin blieb bis 1988 im Handel.
Einsatz findet Methamphetamin auch als Partydroge und bei „Chem-Sexpartys“. Im deutschen „Drogen- und Suchtbericht“ von 2019 werden regionale Trends beschrieben: Während in Sachsen zwei Prozent und in Thüringen 1,7 Prozent der Bevölkerung zwischen 18 und 64 Jahren schon mindestens einmal Methamphetamin konsumiert haben, trifft dies in Nordrhein-Westfalen nur auf 0,3 Prozent der Erwachsenen zu. In Hessen liegt dieser Wert bei 0,7 Prozent, in Hamburg sind es 0,9 und in Bayern 1,1 Prozent. Da ein Großteil des in Europa verfügbaren Methamphetamins in Tschechien produziert wird, ist die Droge also in den angrenzenden Bundesländern stärker verbreitet.
Weltweit ist die illegale Droge unter zahlreichen Bezeichnungen bekannt, so als „Crystal Meth“, „Meth“, „Crystal“, „Glass“, „Ice“, „Piko“, „Yaba“, „Nazi-Crank“ oder „Hitler-Speed“.

## Pharmakologie

### Wirkung
N-Methylamphetamin unterdrückt Müdigkeit, Hungergefühl und Schmerz. Es verleiht kurzzeitig Selbstvertrauen, ein Gefühl der Stärke und dem Leben eine ungewohnte Geschwindigkeit. Zu den Nebenwirkungen gehören Persönlichkeitsveränderungen, Psychosen und Paranoia aufgrund von Schlafentzug oder bei Prädisposition. Eine häufige Einnahme führt zu Gewöhnung und schleichendem Wirkungsverlust, der oft eine Dosissteigerung zur Erzielung der ursprünglichen Wirkung nach sich zieht.

### Pharmakokinetik
Verglichen mit Amphetamin kann N-Methyl-Amphetamin die Blut-Hirn-Schranke besser überwinden und in höheren Konzentrationen im Gehirn wirksam werden. Im Körper wird Methamphetamin durch das Cytochrom-P450-Isoenzym CYP2D6 per N-Demethylierung zum Amphetamin (Hauptmetabolit) verstoffwechselt, das über die Niere ausgeschieden wird. Je nach pH-Wert des Harns wird eine erhebliche Rückresorption beobachtet. Bei alkalischem Urin liegt Methamphetamin hauptsächlich als freie (relativ unpolare) Base vor und kann wieder ins Blut diffundieren. In saurem Harn liegt Methamphetamin ionisiert vor und kann die Schleimhautwände nicht passieren. Daher ist im Notfall die Vorsorge für einen sauren Harn eine wichtige Therapiemaßnahme.
Die Plasmahalbwertszeit von (S)-Methamphetamin wird mit vier bis zehn Stunden angegeben.
Amphetamin wird auch zu Norephedrin und p-Hydroxyamphetamin metabolisiert. Diese werden dann glucuronidiert über die Niere ausgeschieden.

### Pharmakodynamik
Diese Niedersetzung entspricht weitgehend der des N-Desmethyl-Homologons Amphetamin (siehe dazu die Pharmakodynamik des Amphetamins). Der dopaminerge Anteil ist beim Methamphetamin noch stärker ausgeprägt, mit Noradrenalin:Dopamin = 2:1. Neben der höheren Lipophilie ist dies ein weiterer Umstand, der die stärkere Ausprägung des Rauschgefühls und des Suchtpotenzials gegenüber Amphetamin erklärt. Die Serotonin-Ausschüttung ist gering (Dopamin:Serotonin = 30:1).

### Wechselwirkungen
Mit folgenden Medikamenten (unvollständige Aufzählung) sind teilweise lebensgefährliche Arzneimittelwechselwirkungen bekannt, darunter vorrangig Psychopharmaka und hierbei vor allem MAO-Hemmer (Antidepressiva und Parkinsonmedikamente), aber auch SSRI/SNRI und weiteren Arten von Antidepressiva, Neuroleptika, sowie teils auch Schmerzmitteln/Opioiden. Im Einzelnen: Chlorpromazin, Fluoxetin, Fluphenazin, Fluvoxamin, Guanethidin, Mesoridazin, Methotrimeprazin, Paroxetin, Perphenazin, Prochlorperazin, Promethazin, Propericiazin, Rasagilin, Terbinafin, Thioridazin, Tramadol, Trandolapril, Trifluoperazin und Triprolidin, Phenelzin, Tranylcypromin, Isocarboxazid.
Wechselwirkungen umfassen psychotische Symptome, Gefahr einer hypertensiven Krise und mögliches Auftreten eines Serotonin-Syndroms. Die bereits oben erwähnten Monoaminooxidase-Hemmer können den Abbau von Methamphetamin hemmen, was ebenso lebensgefährliche Wechselwirkungen hervorruft. Bei Versuchen an Ratten wurde eine erhöhte Schädigung des Gehirns bei kombinierter Verabreichung mit MDMA festgestellt.

## Medizinischer Gebrauch
Methamphetamin ist in Deutschland als verkehrsfähiges, aber nicht verschreibungsfähiges Betäubungsmittel eingestuft, somit ist eine medizinische Verwendung nicht mehr möglich. Das Fertigarzneimittel Pervitin, ein Mittel zur Unterdrückung von Müdigkeit, wurde 1988 vom Markt genommen. Es enthielt Methamphetamin als Hydrochlorid.
In den USA wird (S)-Methamphetamin-Hydrochlorid (Desoxyn) unter anderem bei der Behandlung von Aufmerksamkeitsdefizit-/Hyperaktivitätsstörung (ADHS) bei Erwachsenen und Kindern ab 6 Jahren, der Narkolepsie (einer Störung der Schlaf-Wach-Regulation) und bei krankhaftem Übergewicht angewendet. Die therapeutische Dosis von Desoxyn bei ADHS-Indikation beträgt oral bis zu 25 mg täglich. Die Anwendung von Desoxyn als Anorektikum sollte nicht bei Kindern unter 12 Jahren erfolgen.
Bei der erkältungsbedingten Nasenschleimhautschwellung wird ein Inhalierstift mit (R)-Methamphetamin in sehr geringer Dosierung verwendet, der euphorisierende Effekte bzw. eine Suchtentwicklung ausschließt (Vicks Vapor Inhaler).

## Gebrauch als Suchtdroge

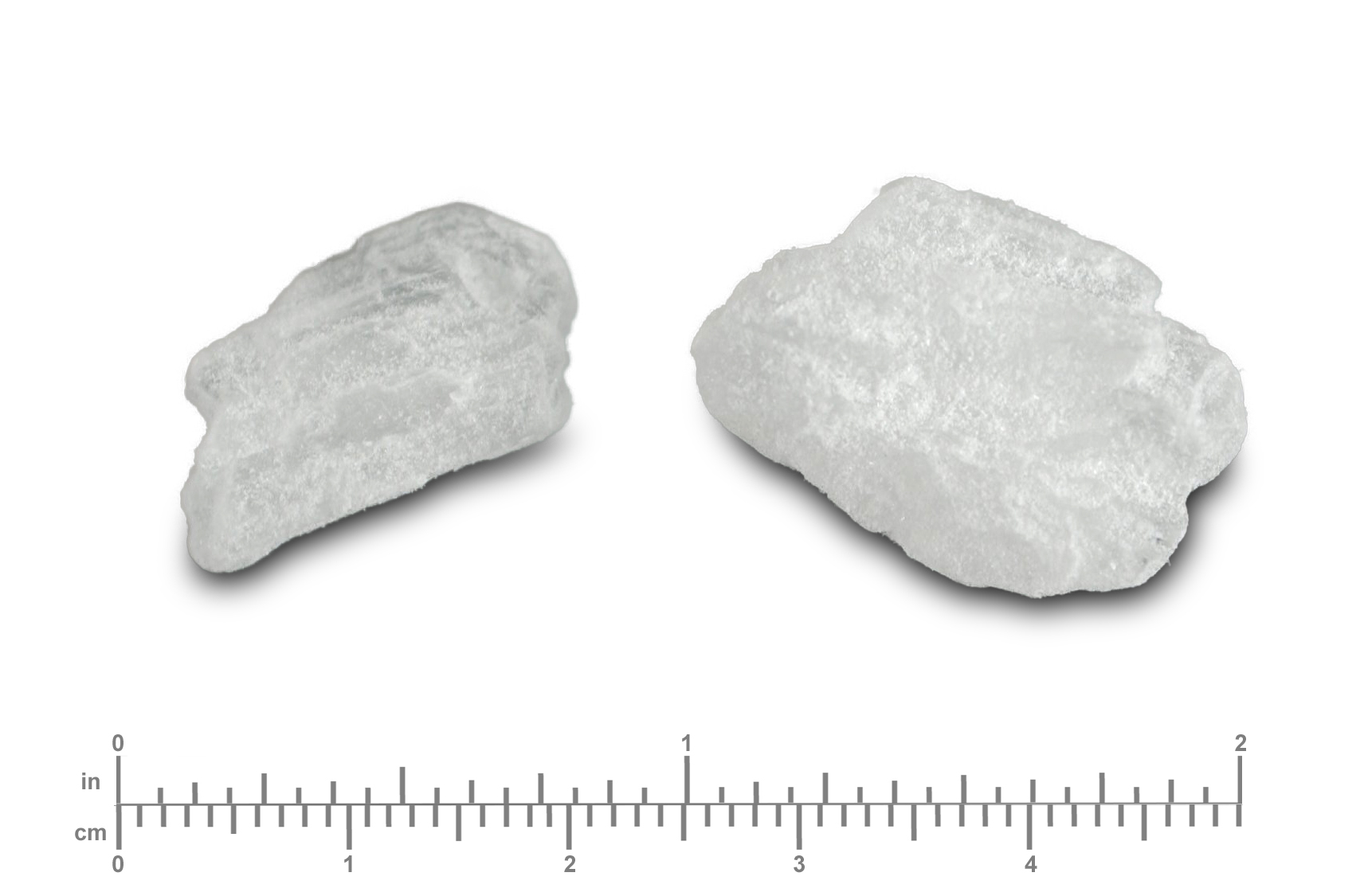
Methylamphetaminhydrochlorid-Kristalle

Methamphetamin gilt heute unter Modenamen wie Crystal Meth, Meth, Crystal, Yaba, Crank oder Ice als preisgünstige Droge mit aufputschender Wirkung. Crystal gehört zu den am schnellsten zerstörenden Drogen überhaupt. Das Potential einer Abhängigkeit ist sehr hoch. Crystal wird überwiegend geschnupft, teilweise geraucht, in Wasser gelöst intravenös injiziert oder auch rektal verabreicht. Im deutschsprachigen Raum gehandeltes Methamphetamin wurde lange zumeist in Tschechien hergestellt. Im Tschechischen wird die Bezeichnung Pervitin verwendet. In jüngster Zeit drängen insbesondere über die Niederlande internationale Drogenkartelle auf den europäischen Markt für illegales Methamphetamin.

### Wirkung berauschender Dosierungen
Die Droge wird meist nasal konsumiert, teils auch intravenös. Der Konsum verursacht durch die rasche Anflutung im Gehirn die Ausschüttung enormer Mengen von Dopamin, was zu Euphorie führt, verringert das Schlafbedürfnis, steigert die Leistungsfähigkeit und das Mitteilungsbedürfnis. Das sexuelle Verlangen wird gesteigert, die sexuelle Leistungsfähigkeit sinkt allerdings deutlich. Hunger- und Durstgefühl werden gemindert. Außerdem können (bei höheren Dosierungen) Halluzinationen auftreten. Die Wirkung ist ähnlich der von Amphetamin, tritt aber schneller ein.
Die biologische Halbwertszeit liegt bei etwa zehn Stunden. Danach tritt meist eine starke Erschöpfung ein. Bei hohen Dosen kann die Wirkung von Methamphetamin unabhängig von der Konsumform 24 bis 36 Stunden andauern. Auf die Phase des Rausches kann ein von Lethargie und Depression geprägter „Kater“ (Comedown) folgen.

### Risiken

Vergleich der Schadenspotenziale geläufiger psychotroper Substanzen und Methamphetamin in Großbritannien (nach David Nutt, 2010)

Der Konsum von Methamphetamin kann sehr schnell zu einer psychischen Abhängigkeit führen, teils bereits bei einmaligem Gebrauch. Das gilt aufgrund der hohen Anflutgeschwindigkeit besonders für die Konsumformen Inhalation und Injektion. Eine Toleranzentwicklung und damit einhergehende Dosissteigerungen wurden wiederholt beobachtet. Zeichen einer Überdosierung sind erhöhte Körpertemperatur, Schwitzen und trockener Mund, Schwindelgefühl, Zittern, Angstzustände und Kreislaufprobleme mit plötzlichem Blutdruckabfall, die bis hin zum Tod führen können. Bei der illegalen Zubereitung vermehren sich die Risiken und Nebenwirkungen von Methamphetamin, beispielsweise durch ungeeignete Streckmittel sowie eine allgemein fehlerhafte Herstellung.
David Nutt und Kollegen schätzten in einer Studie, die zahlreiche Drogen miteinander vergleicht, das Fremdschädigungspotential als gering ein. Dagegen sei das Potential von Methamphetamin, zu Selbstschädigung zu führen, besonders hoch.

### Nebenwirkungen
- Schwächung des Immunsystems[53]
- Jucken (meth mites)[54] und Hautentzündungen[55]
- Repetitive Handlungen (Punding)[54]
- Bruxismus und Kieferklemme[54]
- Magenschmerzen und Magengeschwür[56]
- Herzrhythmusstörungen[51]
- Erregung und Schlafstörungen[54]
- Erhöhte Körpertemperatur (Hyperthermie)[54]
- Paranoide Wahnvorstellungen[54]
- Akustische Halluzinationen[54]
- Aggressivität[54]
- Neurotoxizität[57]

### Chronische Folgen eines starken Konsums
- Abmagerung[54]
- Zersetzung der Schleimhäute in Mund und Nase (bei Rauchen oder Schnupfen)[54]
- Ausfall der Zähne durch Bruxismus und verminderten Speichelfluss[54]
- Möglicherweise verstärkte Karies (sog. Meth-Mund)[58][59]
- Konzentrations- und Gedächtnisstörungen[54][60]
- Vermehrte Angststörungen, Depressionen und Methamphetamin-induzierte Psychosen[54][61]

### Gebrauch in Schwangerschaft und Stillzeit
Obwohl durch den Gebrauch von N-Methylamphetamin der Menstruationszyklus gestört sein kann, kann auch in diesem Fall trotzdem eine Schwangerschaft eintreten. Konsum von N-Methylamphetamin in der Schwangerschaft führt zu einem erhöhten Risiko von Fehlbildungen beim Kind. Es kann zu Defekten des Zentralnervensystems, Herzfehlern und Gefäßverengungen und Fehlbildungen des Urogenitaltrakts kommen. Ebenso kann es durch den Konsum während der Schwangerschaft zu einem verhältnismäßig kleinen Kopfumfang des Kindes (Mikrozephalie) kommen. Die Kinder reagieren auf Umgebungsreize schreckhaft; ihre Feinmotorik und ihr Tag-Nacht-Rhythmus sind gestört. Hyperaktivität, eine gestörte psychosoziale Entwicklung sowie Entzugserscheinungen können auftreten. Amphetamine gehen in die Muttermilch über, die FDA rät daher vom Stillen während der Einnahme von N-Methylamphetamin (Desoxyn) ab.

### Konsumformen und Szenenamen
Konsumiert wird Methamphetamin meist nasal, also geschnupft. Methylamphetamin wird als Salz (Methamphetaminhydrochlorid, abgekürzt Methamphetamin-HCl) konsumiert und kann auch in einer Pfeife (Icepipe) geraucht werden; im Vergleich dazu würde sich das chemisch verwandte Amphetaminsulfat (Speed, Pep) bei hohen Temperaturen zersetzen. Geraucht gelangt die Droge schnell in den Blutkreislauf und ruft hier eine intensive Wirkung (Kick) mit kürzerer Dauer als bei nasaler Einnahme hervor. Wird Methamphetamin oral genommen, tritt eine Wirkung sanfter ein, hält aber sehr lange an. Eine weitere Konsumform ist die Injektion mit wesentlichen Risiken hinsichtlich möglicher Infektionen und Verunreinigungen. Methylamphetamin wirkt geschnupft innerhalb von 10 Minuten, geschluckt erst nach ca. 30 Minuten.
Auf dem europäischen illegalen Markt wird Methamphetamin zumeist unter dem Namen Crystal oder Crystal Speed angeboten, in den USA wird die Droge meist als Crank, Meth oder Crystal Meth bezeichnet. In Neuseeland ist sie als Pee bekannt.
In Südafrika nennt man es Tik; Grund ist das Tick-Geräusch, das entsteht, wenn die Droge in einer Glaspfeife geraucht wird. Im Iran ist es als Shishe bekannt, u. a. als Shabu auf den Philippinen und in Japan.
Als Ice (oder Crystal) wird eine sehr reine Form des Methamphetaminhydrochlorids bezeichnet, die durch die klaren Kristalle eine Ähnlichkeit mit Eis (engl. ice) aufweist. Zusätzliche Verwirrung bringt die oft unklare Benennung im Drogenjargon. Unter Ice wird teilweise auch 4-Methylaminorex verstanden, eine eher wenig verbreitete Droge, die wie Methamphetamin stimulierend und euphorisierend wirkt, aber chemisch nur gering verwandt ist.
Wint (russ. Винт = „Schraube“) oder Vint ist der russische Szenename für privat hergestellte Lösungen, die Ephedrin und Methamphetamin enthalten. Es fand in den Ländern der ehemaligen Sowjetunion große Verbreitung, unter anderem wegen der niedrigen Beschaffungs- und Herstellungskosten. Auch wurde behauptet, Wint würde HI-Viren zerstören. Dies wurde durch In-vitro-Tests jedoch eindeutig widerlegt.
Sisa ist ein Derivat der Droge Crystal Meth und findet seit 2013 in Griechenland, vor allem in der Hauptstadt Athen Verbreitung. Da das Land zu den am schwersten betroffenen der Finanzkrise ab 2007 zählt, erklärt sich die rasante Verbreitung der Droge vor allem durch deren niedrigen Preis von 1 bis 2 Euro pro Dosis. Wegen der aufputschenden Wirkung wird es oft als billigere Alternative zu Kokain verwendet.
In Thailand sind Tabletten mit einem Gemisch aus Methamphetamin und Koffein verbreitet, die thailändisch ยาบ้า, RTGS Ya Ba, auch Yaba oder Yaabaa geschrieben, genannt werden. Diese Droge wurde zunächst als Ya Ma, „Pferdedroge“, vermarktet. Die heute übliche Bezeichnung Ya Ba, die seit 1996 auf Vorschlag des damaligen thailändischen Gesundheitsministers verwendet wird, bedeutet hingegen „verrückte Droge“ oder „Droge des Wahnsinns“. Ya Ba hat Heroin als meist benutzte Droge in Thailand abgelöst. Es wird meist in Laboren im Grenzgebiet von Myanmar und Thailand hergestellt. Diese Konsumform ist auch in anderen süd- und südostasiatischen Ländern (Bangladesch, Indien, Philippinen, Indonesien) unter verschiedenen Szenenamen verbreitet. Mit asiatischen Immigranten hat sie auch ihren Weg nach Israel und in die USA gefunden. Die Tabletten werden meist oral konsumiert, können aber auch verdampft und inhaliert werden.

## Herstellung
Methamphetamin entsteht durch:
- Kondensation von 1-Phenyl-2-propanon (Phenylaceton) mit Methylamin zum entsprechenden N-Methylimin und anschließender Reduktion, entweder durch Aluminium- bzw. Natriumamalgam, durch Lithiumaluminiumhydrid oder mittels katalytischer Hydrierung.
- Leuckart-Wallach-Reaktion von Phenylaceton mit N-Methylformamid oder N-Methylammoniumformiat, gefolgt von saurer Hydrolyse.
- Reduktion von L-Ephedrin oder D-Pseudoephedrin mit Iodwasserstoffsäure und rotem Phosphor zu D-MA; diese Reaktion ist auch in Modifikation mit Hydrazin oder Phosphinsäure anstelle des Phosphors bekannt.
- Reduktion von L-Ephedrin oder D-Pseudoephedrin mit Lithium oder Natrium in flüssigem Ammoniak (Birch-Reduktion) zu D-MA.
- Hydrogenolyse von Ephedrin, Pseudoephedrin bzw. deren funktionellen Derivaten (1-substituiert, wie z. B. Ephedrin-1-ylacetat, Ephedrin-1-ylphenoxycarbonat oder 1-Chlorephedrin), meist mittels katalytischer Hydrierung unter Druck in saurem Milieu.

Die drei letzteren Herstellungsprozesse verlaufen enantiospezifisch. Die Herstellung ist halbsynthetisch, wenn Methamphetamin (Summenformel C10H15N) aus dem natürlich vorkommenden Ephedrin (C10H15NO) gewonnen wird.
Vor 1980 wurde Methamphetamin oft auf erstgenanntem Herstellungsweg aus Phenylaceton synthetisiert, wobei vor allem die Rockergruppe Hells Angels in den 1960ern auf diese Weise große Mengen produzierte. Heute unterliegt Phenylaceton strenger Überwachung (z. B. in Deutschland dem Grundstoffüberwachungsgesetz), weshalb dieser Syntheseweg eher selten geworden ist.
Die Reduktion von Ephedrin bzw. Pseudoephedrin ist seit Anfang der Achtziger wahrscheinlich am verbreitetsten. Ephedrin oder Pseudoephedrin wird entweder aus frei erhältlichen Schnupfenmitteln, durch verschiedene Stufen organischer Lösungsmittel, extrahiert oder stammt vom osteuropäischen Schwarzmarkt. Beim Extrahieren entsteht das reine Isomer (S)-Pseudoephedrin. Anschließend wird es durch die Reduktion z. B. mit Iod und rotem Phosphor, zum (S)-N-Methylmethamphetamin umgesetzt.
Eine Alternative basiert auf Phenylessigsäure und Essigsäure (bzw. dem Essigsäureanhydrid) und führt bei Kondensation auf Thoriumoxid als Katalysator im Rohrofen zunächst zu Phenylaceton. Anschließend erfolgt die Umsetzung des Phenylacetons mit Methylamin und nachfolgende Reduktion des entstehenden N-Methylimins. Als Reduktionsmittel kann dabei Quecksilber-Aluminiumamalgam, Natriumamalgam oder Lithiumaluminiumhydrid zum Einsatz kommen. Da die Reaktion nicht stereospezifisch ist, wird auf diesem Weg das Racemat (S)/(R)-N-Methylamphetamin erhalten. Das erhaltene Produkt wird anschließend durch alkalische Wasserdampfdestillation von etwaig verbleibenden Ausgangsstoffen sowie Nebenprodukten getrennt. Dabei entstehen die typisch riechenden Dampfwolken illegaler Methylamphetamin-Herstellung.
Im September 2016 beschloss die EU-Kommission eine Verschärfung des Zugangs zu Chlorephedrin. Dieser Wirkstoff, der bislang legal erhältlich war, fällt seitdem in die Kategorie 1 der EU-Verordnungen zu Drogenausgangsstoffen und unterliegt damit sehr starken Handelsrestriktionen sowie strengsten Kontroll- und Überwachungsmaßnahmen.

## Stereochemie
Methamphetamin besitzt ein Stereozentrum am C2-Kohlenstoff. Das (S)-(+)-Isomer ist optisch rechtsdrehend und pharmakologisch etwa 3- bis 4-mal stärker wirksam als das (R)-(−)-Isomer. Industriell hergestellte Methamphetamin-Arzneimittel (Desoxyn®) enthalten stets das enantiomerenreine (S)-Methylamphetamin bzw. dessen Hydrochlorid, während ein einfacher herzustellendes Racemat [1:1-Gemisch aus (S)-Methylamphetamin (links) und (R)-Methylamphetamin] auf illegale Herkunft hindeutet.
Strukturformeln von (S)-Methylamphetamin (links) und (R)-Methylamphetamin (rechts)
Die Literatur über die unterschiedliche pharmakologische Wirksamkeit von Enantiomeren eines Arzneistoffes ist umfangreich.

## Analytik
Die zuverlässige qualitative und quantitative Analyse von Methamphetamin gelingt in den unterschiedlichen Untersuchungsmaterialien wie Blut, Blutserum, Haaren, Fuß-/Fingernägeln, Atemluft, Urin oder Flusswasser nach geeigneter Probenvorbereitung durch die Kopplung chromatographischer Verfahren wie der Gaschromatographie oder HPLC mit der Massenspektrometrie.
Bei Abwasser-Analysen durch die Europäische Beobachtungsstelle für Drogen und Drogensucht (2017) fand man die höchsten Methamphetamin-Werte in Chemnitz (240 mg pro 1000 Einwohner und Tag), Erfurt (212 mg pro 1000 Einwohner und Tag) und České Budějovice (200 mg pro 1000 Einwohner und Tag). In Metropolen wie Paris und Lissabon dagegen enthielten Abwasserproben nahezu keine Methamphetamin-Spuren – jedoch Spuren von Kokain.

## Rechtslage

### Deutschland
In der Bundesrepublik Deutschland ist Methamphetamin laut Anlage II des Betäubungsmittelgesetzes (BtMG) ein verkehrsfähiges, aber nicht verschreibungsfähiges Betäubungsmittel. Ein Handeltreiben damit und jeglicher Besitz ist ohne Erlaubnis des Bundesinstituts für Arzneimittel und Medizinprodukte (Bundesopiumstelle) strafbar.
Zur Begründung der Umstufung von den verschreibungsfähigen in die nicht verschreibungsfähigen Betäubungsmittel heißt es in der 21. Betäubungsmittelrechts-Änderungsverordnung vom 18. Februar 2008: „Der zunehmende Missbrauch von Methamphetamin, in der Drogenszene als ‚Crystal‘ bezeichnet, macht eine Umstufung des Stoffes in die Anlage II des BtMG (verkehrs-, aber nicht verschreibungsfähige Betäubungsmittel) erforderlich. Eine Umstufung in Anlage I des BtMG (nicht verkehrsfähige Betäubungsmittel) ist nicht angebracht, da der Stoff als Ausgangsstoff für die Arzneimittelherstellung dient und deshalb verkehrsfähig bleiben soll. Die bisherige IUPAC-Bezeichnung für Methamphetamin lautete (S)-(Methyl)-(1-phenylpropan-2-yl)azan. Nach der neuesten Fassung der IUPAC-Nomenklatur ist der chemische Name (2S)-N-Methyl-1-phenylpropan-2-amin.“
Seit dem 1. Februar 1998 lautet die amtliche Schreibweise im Betäubungsmittelgesetz und in der Betäubungsmittel-Verschreibungsverordnung (BtMVV) der Bundesrepublik Deutschland Metamfetamin. Sie wurde mit der Zehnten Verordnung zur Änderung betäubungsmittelrechtlicher Vorschriften (10. BtMÄndV) (BGBl. I S. 74) an die WHO-Nomenklatur angepasst.
Die zur Beurteilung der Schwere eines Betäubungsmitteldeliktes bedeutsame nicht geringe Menge hat der Bundesgerichtshof mit Urteil vom 3. Dezember 2008 bei 5 g des Wirkstoffs Metamfetamin-Base (ca. 6,2 g Metamfetaminhydrochlorid) erkannt. Nach Anhörung von Sachverständigen hält er die Gleichstellung mit anderen Amphetaminderivaten nicht für sachgerecht, da die Gefährlichkeit im Hinblick auf Suchtpotential und Gesundheitsschädlichkeit eher der von Crack entspreche. Das Erreichen dieses Grenzwertes bedeutet eine Mindestfreiheitsstrafe von 1 Jahr, bei Einfuhr von 2 Jahren und bei einer Handlung in einer Bande oder mit einer Waffe wie einem Messer von 5 Jahren. Bei Methamphetaminracemat – (RS)-(Methyl)-(1-phenylpropan-2-yl)azan – beginnt die nicht geringe Menge nach dem Urteil des Bundesgerichtshofs vom 17. November 2011 (3 StR 315/10) bei 10 g der wirkungsbestimmenden Base. Am 10. August 2023 hat der BGH für Levometamfetamin die nicht geringe Menge auf 50 g der wirkungsbestimmenden Base festgelegt.
Unabhängig von den oben genannten Regularien ist das Führen von Kraftfahrzeugen unter Methamphetamin-Einfluss gem. § 24a StVG ordnungswidrig, im Falle einer daraus resultierenden Fahruntüchtigkeit ist das Führen von Fahrzeugen oder Kraftfahrzeugen strafbar gem. § 316 StGB.

### Österreich
In Österreich ist Methamphetamin als Suchtgift im Sinne des Suchtmittelgesetzes eingestuft, denn es ist in der Anlage II des Übereinkommens von 1971 über psychotrope Stoffe aufgeführt. Somit sind der Erwerb, der Besitz, das Inverkehrbringen, die Ein- oder Ausfuhr, die Erzeugung, das Überlassen oder Verschaffen grundsätzlich verboten. Jedoch darf Methamphetamin unter bestimmten Gegebenheiten zu Erzeugnissen, die keine psychotrope Wirkung entfalten, verarbeitet und zu diesem Zweck eingeführt und erworben werden. So darf Methamphetamin beispielsweise zu Arzneimitteln verarbeitet werden oder in Forschungs- und Lehranstalten, die eine entsprechende Erlaubnis halten, zu Forschungs- und Lehrzwecken verwendet werden.

### Schweiz
Methamphetamin ist im Verzeichnis a der Verordnung des Eidgenössischen Departments des Innern über die Verzeichnisse der Betäubungsmittel, psychotropen Stoffe, Vorläuferstoffe und Hilfschemikalien (BetmVV-EDI) aufgeführt und damit ein Betäubungsmittel im Sinne des Betäubungsmittelgesetzes. Zur Herstellung, Verarbeitung, Ein- und Ausfuhr von Methamphetamin und daraus hergestellten Präparaten sind nur Firmen und Personen berechtigt, die eine Erlaubnis des Schweizerischen Heilmittelinstituts (Swissmedic) zur Herstellung oder zum Handel mit Betäubungsmitteln besitzen.

### Tschechien
Der Besitz von bis zu 1,5 Gramm Methamphetamin gilt nur als Ordnungswidrigkeit, nicht als Straftat.

### USA
In den USA ist Methamphetamin gemäß Kategorisierung der amerikanischen Drogenvollzugsbehörde Drug Enforcement Administration (DEA) als Klasse-II-Droge (hohes Potenzial an Missbrauch, teilweise nachgewiesener medizinischer Nutzen, hohe Wahrscheinlichkeit für psychische oder physische Abhängigkeit, verschreibungspflichtig) eingestuft.
Parallel zur Präsidentschaftswahl am 3. November 2020 in den Vereinigten Staaten von Amerika stimmten die Einwohner in einer Volksabstimmung des US-Bundesstaates Oregon der Entkriminalisierung des Besitzes einer geringfügigen Menge Methamphetamin zu. Seit dem 1. Februar 2021 wird bei Konsumenten eine geringe Menge Methamphetamin wie eine Ordnungswidrigkeit gehandhabt.

## Handelsnamen
Monopräparate:
- Desoxyn (USA)
- früher auch Pervitin (D)

## Medien

### Film
- Jane Clark: Meth Head, Spielfilm; USA, 2012, 108 Min, mit Lukas Haas u. a.
- Sönke el Bitar, Gorch Pieken: Schlaflos im Krieg – Die pharmazeutische Waffe. Dokumentation; Deutschland, USA, 2010, 52 Min.
- Jonas Åkerlund: Spun, experimenteller Film von 2002, in dem drei Tage eines Methkonsumenten gezeigt werden.
- Vince Gilligan: Breaking Bad, vielfach ausgezeichnete TV-Serie aus dem Jahr 2008, in der die Herstellung und der (illegale) Verkauf der Droge „Meth“ im Mittelpunkt steht. In der Serie schafft es der Protagonist Walter White, hochreines, blaues Meth herzustellen. Im US-Bundesstaat Utah wurde im August 2013 tatsächlich blaues Meth von der Polizei sichergestellt, dessen Färbung allerdings nicht durch einen speziellen Herstellungsprozess herbeigeführt wurde, sondern durch die Zugabe von Lebensmittelfarbe.[93]

## Externe Links zu erwähnten Verbindungen
1. ↑  Externe Identifikatoren von bzw. Datenbank-Links zu (S)-Methamphetamin-Hydrochlorid:  CAS-Nr.: 51-57-0, EG-Nr.: 200-106-9, ECHA-InfoCard: 100.000.098, PubChem: 66124, ChemSpider: 59512, Wikidata: Q27116464.
2. ↑  Externe Identifikatoren von bzw. Datenbank-Links zu (R,S)-Methamphetamin:  CAS-Nr.: 7632-10-2, EG-Nr.: 225-433-4, ECHA-InfoCard: 100.023.121, PubChem: 1206, ChemSpider: 1169, Wikidata: Q44909815.
3. ↑  Externe Identifikatoren von bzw. Datenbank-Links zu Methamphetamin Hydrochlorid:  CAS-Nr.: 300-42-5, EG-Nr.: 206-093-6, ECHA-InfoCard: 100.005.540, PubChem: 9306, ChemSpider: 8947, Wikidata: Q27253854.